# Bryconamericus
Bryconamericus es un género de peces de la familia de Characidae en el orden Characiformes.

## Especies
Hay 73 especies en este género: